# Coda (Seismologie)

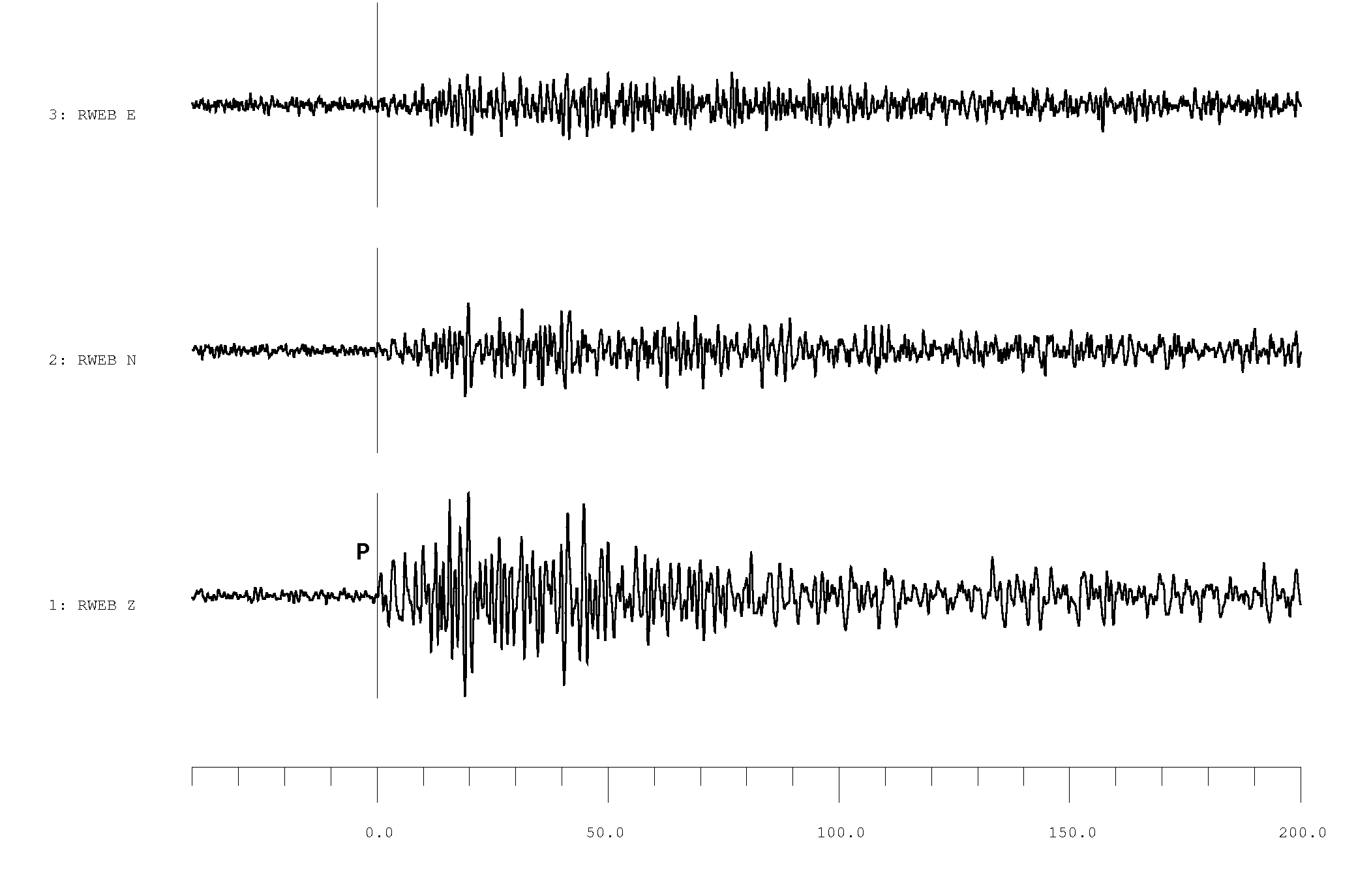
200 Sekunden der Wellencoda nach Eintreffen der P-Welle eines Erdbebens

Die Coda (ital.: „Schwanz“) bezeichnet in der Seismologie den Teil eines seismischen Wellenzuges, der unmittelbar nach dem Auftreffen der Wellenfront folgt und je nach Stärke des Quellsignals und den äußeren Bedingungen der Messung von wenigen Minuten bis weit über eine Stunde andauern kann. 
In einem Seismogramm (s. Bsp.) ist das Auftreffen der Wellenfront durch ein abruptes Ansteigen der Amplitude über das Niveau des Hintergrundrauschens gekennzeichnet. Während das seismische Quellsignal (z. B. ein Erdbeben oder eine Explosionsquelle) in der Regel nur wenige Sekunden andauert, setzt sich die Wellencoda um ein Vielfaches länger fort. Dabei können spätere, schwächere Phasen des Wellenfeldes, d. h. Wellenfronten, die auf anderen Strahlwegen zum Messpunkt gelangen, von der Wellencoda überlagert werden und in ihr verborgen sein.
Die komplexe Wellencoda entsteht durch Streuung, also durch Interaktion des seismischen Wellenfeldes mit kleinskaligen Heterogenitäten entlang des Laufweges im inneren der Erde. Heterogenitäten dieser Art existieren nahezu weltweit in unterschiedlichen Skalenlängen. Diese können z. B. durch kleinräumige Materialunterschiede, Brüche und Klüfte, Änderungen der Schichtung oder der Struktur des Gesteins entstehen. Das geschieht vorwiegend in der Erdkruste. Durch die Interaktion mit solchen Streuzentren wird jeweils ein kleiner Anteil der Wellenenergie ungeordnet abgelenkt und dadurch in seiner Ankunft am Messpunkt verzögert.
Die Amplitude der Wellencoda nimmt exponentiell ab. Das Abklingverhalten der seismischen Coda kann untersucht werden und erlaubt Rückschlüsse auf die stochastischen Eigenschaften des durchlaufenen Mediums. Die Dauer des Abklingens hängt dabei vorrangig von der Quellenergie ab, also von der Magnitude des Ereignisses. Die Entfernung zwischen Messpunkt und Signalquelle spielt dabei eine untergeordnete Rolle. Somit kann die Abklingdauer der Wellencoda zur Berechnung z. B. der Erdbebenstärke nach der sogenannten Abkling- oder Codamagnitude dienen.